# Anotheca spinosa
Genre
Espèce
Synonymes
- Hyla spinosa Steindachner, 1864
- Gastrotheca coronata Stejneger, 1911

Statut de conservation UICN

 LC  : Préoccupation mineure
Anotheca spinosa, unique représentant du genre Anotheca, est une espèce d'amphibiens de la famille des Hylidae.

## Répartition
Cette espèce se rencontre en Amérique centrale entre 95 et 2 068 m d'altitude :
- dans le Sud du Mexique dans les États de Veracruz, de Puebla, du Chiapas et d'Oaxaca ;
- au Honduras ;
- au Costa Rica ;
- au Panama.

## Habitat
Cette espèce vit dans les forêts humides où elle fréquente les Bromeliaceae.

## Description

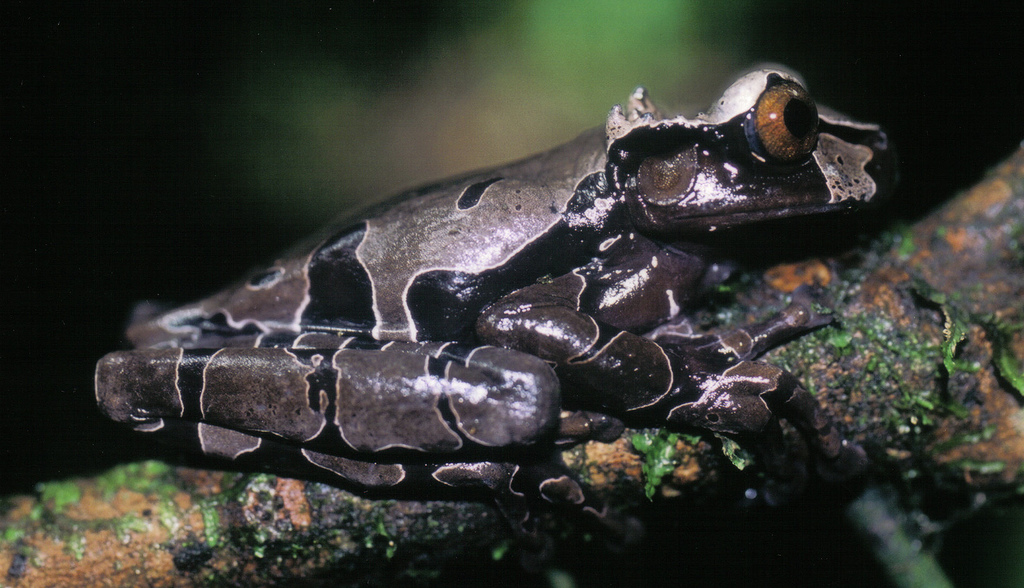
Anotheca spinosa

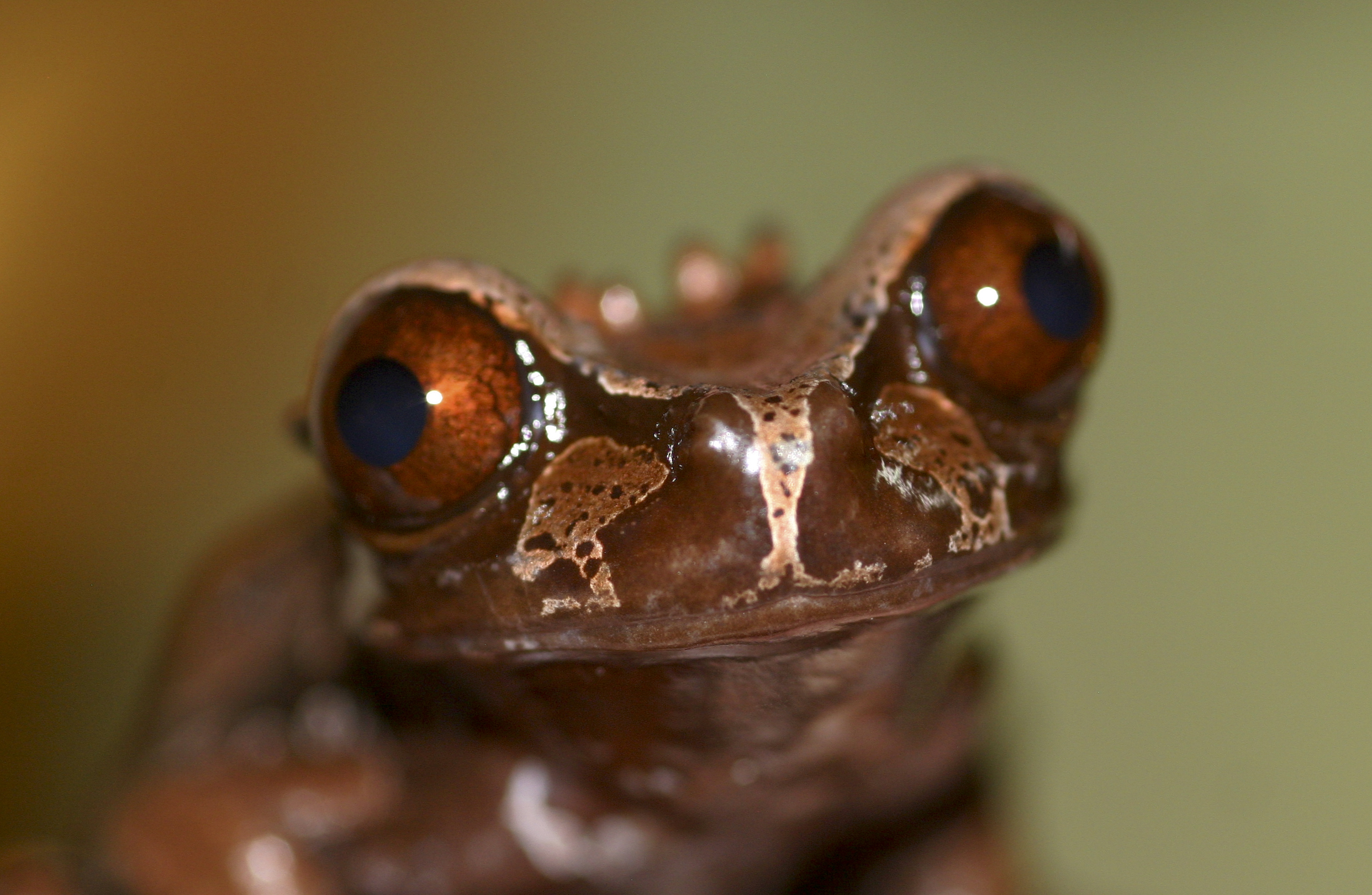
Anotheca spinosa

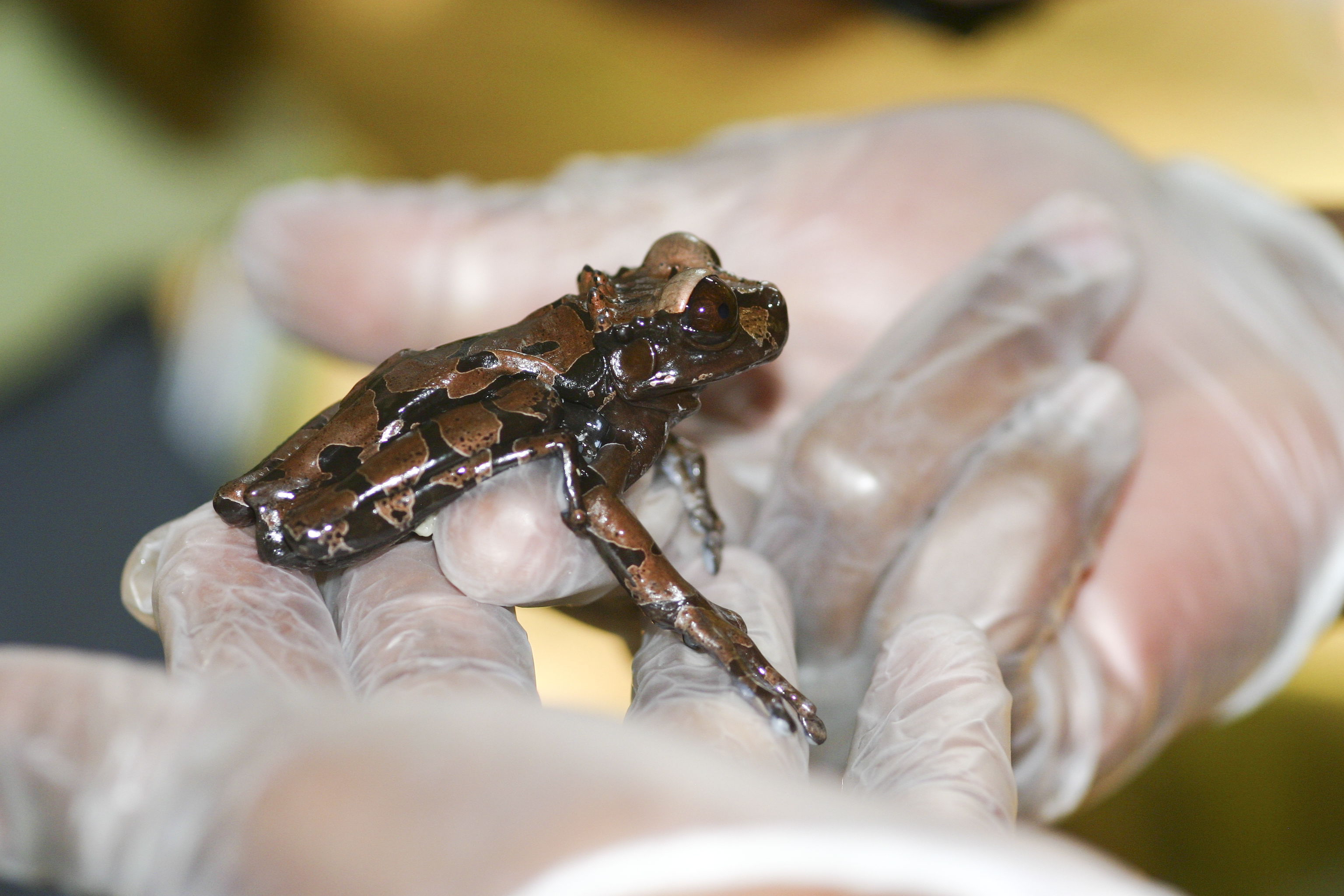
Anotheca spinosa

Anotheca spinosa mesure 68 mm pour les mâles et 80 mm pour les femelles.

## Publications originales
- Smith, 1939 : Mexican Herpetological Novelties. Proceedings of the Biological Society of Washington, vol. 52, p. 187-195 (texte intégral).
- Steindachner, 1864 : Batrachologische Mittheilungen. Verhandlungen der Kaiserlich-Königlichen Zoologisch-Botanischen Gesellschaft in Wien, vol. 14, p. 239–288 (texte intégral).